# Rubljovka

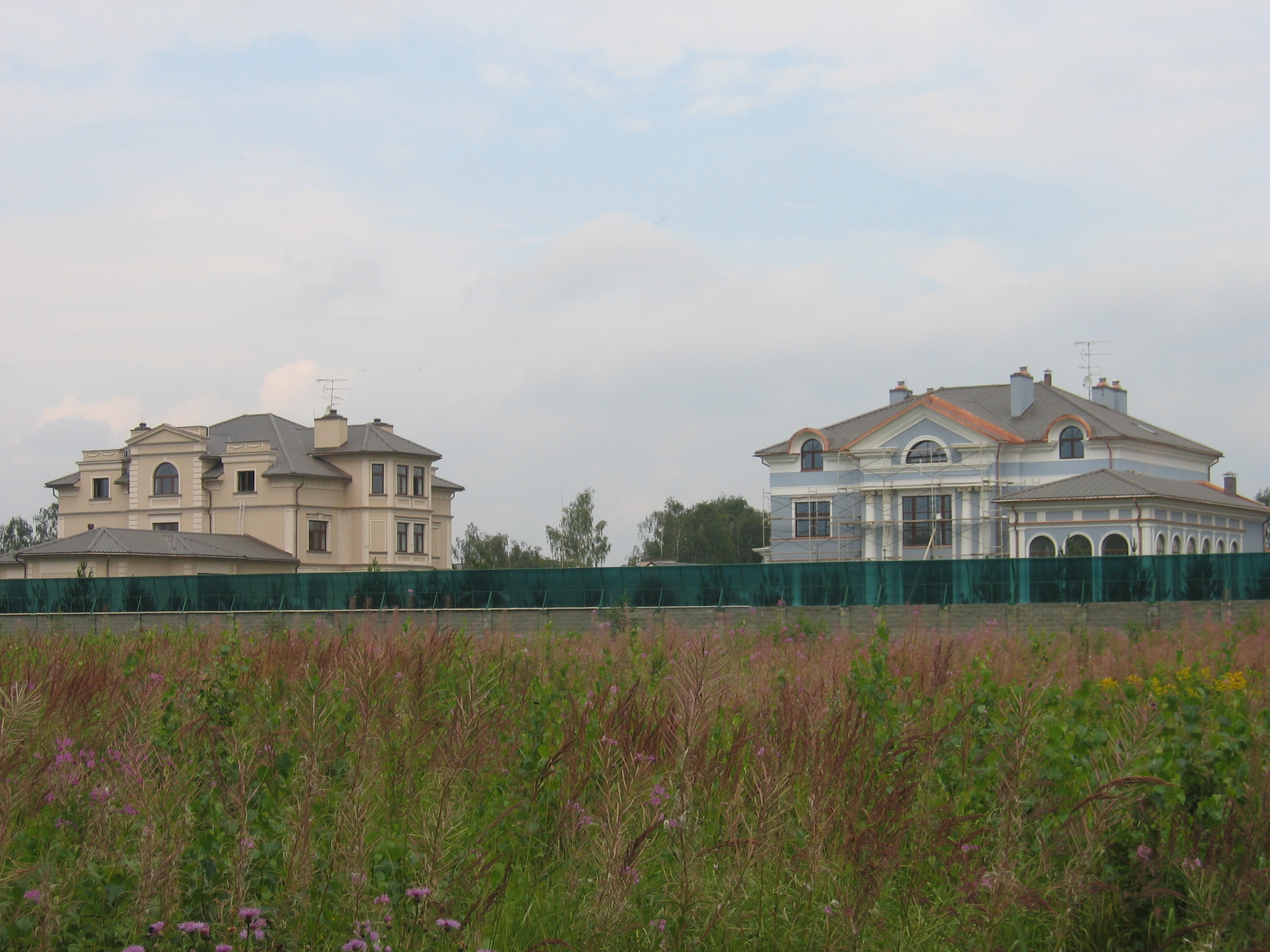
Typické vily v Rubljovce

Rubljovka (rusky Рублёвка) je neoficiální označení pro oblast na západním okraji Moskvy, kde mají své residence prominentní Rusové. Prochází jí Rubljovsko-uspenská silnice A106, podle níž je pojmenována. Na území Rubljovky se nacházejí vesnice Barvicha, Usovo, Žukovka a Gorki-10, administrativně náleží k Odincovskému rajónu Moskevské oblasti a Kuncevskému rajónu Moskvy.
Lesy okolo cesty z Moskvy do Zvenigorodu byly oblíbeným výletním místem ruské šlechty už za dob Ivana Hrozného. V roce 1925 byl zřízen v lokalitě Nikolina Gora rekreační areál pro významné sovětské vědce a umělce, od roku 1934 obýval daču nedaleko Kunceva Josif Vissarionovič Stalin. Do oblasti se díky čerstvému vzduchu i bezpečnému prostředí (přístupové cesty střežila policie) začali stěhovat představitelé sovětského režimu i zahraniční diplomaté. Po rozpadu Sovětského svazu se obydlí v Rubljovce stalo prestižním symbolem, o který usilovali novodobí oligarchové i představitelé showbyznysu. Vznikly zde první gated community s okázalými vilami i nákupní centrum Barvicha Luxury Village, silnice z Moskvy byla rozšířena a opatřena kamerovým systémem. Zámek Meyendorff je víkendovým sídlem ruského prezidenta, probíhají zde různé mezinárodní konference. Stavební pozemky v Rubljovce jsou nejdražší v Rusku a jedny z nejdražších na světě.
Od začátku ekonomické krize začínají boháči z Rubljovky odcházet. Jako důvody se uvádí nárůst životních nákladů i snižující se kvalita života, způsobená přílivem nových osadníků, kterému místní infrastruktura přestává stačit.
Německá režisérka Irene Langemannová popsala zdejší život v dokumentárním filmu Rubljovka – Cesta k blaženosti (2007).